# 孔叶龙莲属
孔叶龙莲属（学名：Dracontioides），也称孔箭芋属，是天南星科的一属。

## 下属物种
本属包括以下物种：
- 孔叶龙莲 Dracontioides desciscens (Schott) Engl.
- Dracontioides salvianii E.G.Gonç.